# Elecciones municipales de Huancavelica de 2022
Las elecciones municipales de Huancavelica de 2022 se llevaron a cabo el 2 de octubre de 2022 para elegir al alcalde y al Concejo Provincial de Huancavelica para el periodo 2023-2026. La elección se celebró simultáneamente con elecciones regionales y municipales (provinciales y distritales) en todo el Perú.

## Sistema electoral
La Municipalidad Provincial de Huancavelica es el órgano administrativo y de gobierno de la provincia de Huancavelica. Está compuesta por el alcalde y el Concejo Provincial.
La votación del alcalde y el concejo se realiza en base al sufragio universal, que comprende a todos los ciudadanos nacionales mayores de dieciocho años, empadronados y residentes en la provincia de Huancavelica y en pleno goce de sus derechos políticos, así como a los ciudadanos no nacionales residentes y empadronados en la provincia de Huancavelica. No hay reelección inmediata de alcaldes.
El Concejo Provincial de Huancavelica está compuesto por 11 regidores elegidos por sufragio directo para un período de cuatro (4) años, en forma conjunta con la elección del alcalde (quien lo preside). La votación es por lista cerrada y bloqueada. Se asigna a la lista ganadora los escaños según el método d'Hondt o la mitad más uno, lo que más le favorezca.

## Composición del Concejo Provincial de Huancavelica
La siguiente tabla muestra la composición del Concejo Provincial de Huancavelica antes de las elecciones.
| Partidos | Partidos                                       | Regidores |
| -------- | ---------------------------------------------- | --------- |
|          | Movimiento Independiente Trabajando para Todos | 7         |
|          | Movimiento Regional AYNI                       | 2         |
|          | Movimiento Regional AGUA                       | 1         |
|          | Huancavelica Sostenible                        | 1         |

## Elecciones internas
Los partidos políticos realizaron la convocatoria a elecciones internas (15–22 de enero de 2022) para definir a los candidatos de sus organizaciones en listas cerradas y bloqueadas. Se sometieron a elección las candidaturas a:
- Alcaldía Provincial de Huancavelica (1 candidatura).
- Concejo Provincial de Huancavelica (11 candidaturas).
- Alcaldías distritales de Huancavelica (18 candidaturas).
- Concejos distritales de Huancavelica (90 candidaturas).

Existen dos modalidades para la organización de las elecciones internas:
- Modalidad de elección directa: con voto universal, libre, voluntario, igual, directo y secreto de los afiliados. Fue la modalidad utilizada por Movimiento Independiente Trabajando para Todos,[5] Movimiento Regional AYNI[6] y Movimiento Regional AGUA.[7] Las elecciones se realizaron el 15 de mayo de 2022.
- Modalidad de delegados: a través de delegados previamente elegidos mediante voto universal, libre, voluntario, igual, directo y secreto de los afiliados. No fue utilizada por ninguna organización política que presentó candidaturas.

## Partidos y candidatos
A continuación se muestra una lista de los principales partidos y alianzas electorales que participan en las elecciones:
| Candidatura | Candidatura | Partidos y alianzas                                           | Candidatos | Candidatos              | Ideología                   | Resultado previo | Resultado previo | Ref.  |
| Candidatura | Candidatura | Partidos y alianzas                                           | Candidatos | Candidatos              | Ideología                   | Votos (%)        | Reg.             | Ref.  |
| ----------- | ----------- | ------------------------------------------------------------- | ---------- | ----------------------- | --------------------------- | ---------------- | ---------------- | ----- |
|             | MITT        | Lista - Movimiento Independiente Trabajando para Todos (MITT) |            | Guillermo Quispe Torres | Regionalismo huancavelicano | 31.20%           | 7                | [ 8 ] |
|             | AYNI        | Lista - Movimiento Regional AYNI (AYNI)                       |            | Toribio Castro Cornejo  | Regionalismo huancavelicano | 29.34%           | 2                | [ 8 ] |
|             | AGUA        | Lista - Movimiento Regional AGUA (AGUA)                       |            | Jaime Ortiz Zuasnabar   | Regionalismo huancavelicano | 10.13%           | 1                | [ 8 ] |

## Sondeos de opinión
Las siguientes tablas enumeran las estimaciones de la intención de voto en orden cronológico inverso, mostrando las más recientes primero y utilizando las fechas en las que se realizó el trabajo de campo de la encuesta. Cuando se desconocen las fechas del trabajo de campo, se proporciona la fecha de publicación.
Leyenda:
     Sondeo realizado en el periodo de prohibición legal de la difusión de sondeos de intención de voto.

### Intención de voto
La siguiente tabla enumera las estimaciones ponderadas (sin incluir votos en blanco y nulos) de la intención de voto.
|                                |                |     |      |      |      |     |  |  |  |  |  |
| Elecciones municipales de 2022 | 2 oct 2022     | —   | 42.0 | 36.8 | 21.3 | 5.2 |  |  |  |  |  |
|                                |                |     |      |      |      |     |  |  |  |  |  |
| Ipsos Perú/América             | 2 oct 2022     | ?   | 42.3 | 39.6 | 18.1 | 2.7 |  |  |  |  |  |
| Ipsos Perú/América             | 2 oct 2022     | ?   | 43.7 | 42.4 | 13.9 | 1.3 |  |  |  |  |  |
| Actitud                        | 24–26 sep 2022 | 360 | 36.2 | 33.0 | 26.6 | 3.2 |  |  |  |  |  |
| J&M Consultora                 | 9–13 sep 2022  | 150 | 29.4 | 25.9 | 21.2 | 3.5 |  |  |  |  |  |
| Actitud                        | 24–25 ago 2022 | 350 | 35.6 | 31.1 | 28.9 | 4.5 |  |  |  |  |  |
| Actitud                        | 18–20 may 2022 | 350 | 32.9 | 31.8 | 18.8 | 1.1 |  |  |  |  |  |

### Preferencias de voto
La siguiente tabla enumera las preferencias de voto en bruto (incluyendo blancos, viciados y sin respuesta) y no ponderadas.
|                                |                |     |      |      |      |      |    |     |  |  |  |
| Elecciones municipales de 2022 | 2 oct 2022     | —   | 35.7 | 31.3 | 18.1 | 15.0 | –  | 4.4 |  |  |  |
|                                |                |     |      |      |      |      |    |     |  |  |  |
| Actitud                        | 24–26 sep 2022 | 360 | 34   | 31   | 25   | –    | 6  | 3   |  |  |  |
| J&M Consultora                 | 9–13 sep 2022  | 150 | 25   | 22   | 18   | –    | 15 | 3   |  |  |  |
| Actitud                        | 24–25 ago 2022 | 350 | 32   | 28   | 26   | 10   | –  | 4   |  |  |  |
| Actitud                        | 18–20 may 2022 | 350 | 28   | 27   | 16   | 15   | –  | 1   |  |  |  |

## Resultados

### Sumario general
|                        |                                                       |              |              |              |           |           |
| Partidos y coaliciones | Partidos y coaliciones                                | Voto popular | Voto popular | Voto popular | Regidores | Regidores |
| Partidos y coaliciones | Partidos y coaliciones                                | Votos        | %            | +/−          | Total     | +/−       |
|                        | Movimiento Regional AYNI (AYNI)                       | 27,712       | 41.97        | +12.63       | 7         | +5        |
|                        | Movimiento Regional AGUA (AGUA)                       | 24,281       | 36.78        | +26.65       | 2         | +1        |
|                        | Movimiento Independiente Trabajando para Todos (MITT) | 14,031       | 21.25        | –9.95        | 2         | –5        |
|                        |                                                       |              |              |              |           |           |
| Total                  | Total                                                 | 66,024       |              |              | 11        | ±0        |
|                        |                                                       |              |              |              |           |           |
| Votos válidos          | Votos válidos                                         | 66,024       | 85.02        | +4.60        |           |           |
| Votos en blanco        | Votos en blanco                                       | 7,405        | 9.54         | +4.76        |           |           |
| Votos nulos            | Votos nulos                                           | 4,229        | 5.45         | –9.35        |           |           |
| Votos emitidos         | Votos emitidos                                        | 77,658       | 77.12        | –3.89        |           |           |
| Abstenciones           | Abstenciones                                          | 23,040       | 22.88        | +3.89        |           |           |
| Votantes registrados   | Votantes registrados                                  | 100,698      |              |              |           |           |
|                        |                                                       |              |              |              |           |           |
| Fuente:                |                                                       |              |              |              |           |           |

### Concejo Provincial de Huancavelica
| Cargo                               | Autoridad electa           | Partido político | Partido político                               |
| ----------------------------------- | -------------------------- | ---------------- | ---------------------------------------------- |
| Alcalde Provincial de Huancavelica  | Toribio Castro Cornejo     |                  | Movimiento Regional AYNI                       |
| Regidor Provincial de Huancavelica  | Elías Ramos Fuentes        |                  | Movimiento Regional AYNI                       |
| Regidora Provincial de Huancavelica | Elsa Riveros Bujaico       |                  | Movimiento Regional AYNI                       |
| Regidora Provincial de Huancavelica | Gretty Cuchula Palomares   |                  | Movimiento Regional AYNI                       |
| Regidor Provincial de Huancavelica  | Julio de la Cruz Boza Yuto |                  | Movimiento Regional AYNI                       |
| Regidora Provincial de Huancavelica | Yanet Esteban Martínez     |                  | Movimiento Regional AYNI                       |
| Regidor Provincial de Huancavelica  | Amador Laime Quispe        |                  | Movimiento Regional AYNI                       |
| Regidora Provincial de Huancavelica | Paola de la Cruz Lizana    |                  | Movimiento Regional AYNI                       |
| Regidor Provincial de Huancavelica  | Zenobio Soto Quichca       |                  | Movimiento Regional AGUA                       |
| Regidora Provincial de Huancavelica | Gianina Esteban Ramos      |                  | Movimiento Regional AGUA                       |
| Regidor Provincial de Huancavelica  | Mario Rodríguez Villanueva |                  | Movimiento Independiente Trabajando para Todos |
| Regidora Provincial de Huancavelica | Judith Paco Rodríguez      |                  | Movimiento Independiente Trabajando para Todos |

## Elecciones municipales distritales

### Sumario general
| Partidos y coaliciones                                                                          | Partidos y coaliciones                                | Voto popular | Voto popular | Voto popular | Alcaldías | Alcaldías |
| Partidos y coaliciones                                                                          | Partidos y coaliciones                                | Votos        | %            | +/−          | Total     | +/−       |
| ----------------------------------------------------------------------------------------------- | ----------------------------------------------------- | ------------ | ------------ | ------------ | --------- | --------- |
|                                                                                                 | Movimiento Regional AYNI (AYNI)                       | 15,729       | 32.03        | –1.94        | 6         | –2        |
|                                                                                                 | Movimiento Regional AGUA (AGUA)                       | 14,501       | 29.53        | +21.57       | 5         | +4        |
|                                                                                                 | Movimiento Independiente Trabajando para Todos (MITT) | 11,078       | 22.56        | –12.69       | 5         | –4        |
|                                                                                                 | Somos Perú (SP)                                       | 6,451        | 13.14        | +7.47        | 1         | +1        |
|                                                                                                 | Acción Popular (AP)                                   | 907          | 1.85         | +0.10        | 0         | ±0        |
|                                                                                                 | Juntos por el Perú (JP)                               | 238          | 0.48         | Nuevo        | 0         | ±0        |
|                                                                                                 | Perú Libre (PL)1                                      | 157          | 0.32         | +0.16        | 1         | +1        |
|                                                                                                 | Podemos Perú (PP)                                     | 49           | 0.10         | Nuevo        | 0         | ±0        |
|                                                                                                 |                                                       |              |              |              |           |           |
| Total                                                                                           | Total                                                 | 49,110       |              |              | 18        | ±0        |
|                                                                                                 |                                                       |              |              |              |           |           |
| Votos válidos                                                                                   | Votos válidos                                         | 49,110       | 91.55        | +14.28       |           |           |
| Votos en blanco                                                                                 | Votos en blanco                                       | 1,942        | 3.62         | –1.78        |           |           |
| Votos nulos                                                                                     | Votos nulos                                           | 2,592        | 4.83         | –12.50       |           |           |
| Votos emitidos                                                                                  | Votos emitidos                                        | 53,644       | 77.30        | –4.14        |           |           |
| Abstenciones                                                                                    | Abstenciones                                          | 15,749       | 22.70        | +4.14        |           |           |
| Votantes registrados                                                                            | Votantes registrados                                  | 69,393       |              |              |           |           |
|                                                                                                 |                                                       |              |              |              |           |           |
| Fuente:                                                                                         |                                                       |              |              |              |           |           |
| Notas al pie: 1 Comparado con los resultados de Perú Libertario (PL) en las elecciones de 2018. |                                                       |              |              |              |           |           |
| Notas al pie:                                                                                   |                                                       |              |              |              |           |           |
| 1 Comparado con los resultados de Perú Libertario (PL) en las elecciones de 2018.               |                                                       |              |              |              |           |           |

### Resultados por distrito
La siguiente tabla enumera el control de los distritos de la provincia de Huancavelica. El cambio de mando de una organización política se resalta del color de ese partido.
| Distrito         | Alcalde(sa) titular         | Partido político | Partido político         | Alcalde(sa) electo(a)       | Partido político | Partido político         |
| ---------------- | --------------------------- | ---------------- | ------------------------ | --------------------------- | ---------------- | ------------------------ |
| Acobambilla      | Guillermo Pérez Sapallanay  |                  | Trabajando para Todos    | Ronal Villazana Santos      |                  | Movimiento Regional AYNI |
| Acoria           | Elmer Quispe Rodrigo        |                  | Trabajando para Todos    | Edgar Cortez Castillo       |                  | Somos Perú               |
| Ascensión        | Edwin Muñoz Quispe          |                  | Movimiento Regional AYNI | Óscar Ramírez Trucios       |                  | Trabajando para Todos    |
| Conayca          | Donato Sullcaray Huaroc     |                  | Trabajando para Todos    | Vicente Ledesma Huarcaya    |                  | Movimiento Regional AGUA |
| Cuenca           | Emilio Huarocc Alvitrez     |                  | Movimiento Regional AYNI | Kristhian Osnayo Santiago   |                  | Movimiento Regional AGUA |
| Huachocolpa      | Luis Paquiyauri García      |                  | Movimiento Regional AYNI | Timoteo Huayra Huamán       |                  | Movimiento Regional AYNI |
| Huando           | Fidel Simón Ccente          |                  | Movimiento Regional AYNI | Rigoberto Gallegos Escobar  |                  | Movimiento Regional AGUA |
| Huayllahuara     | Alfredo Chanca Gómez        |                  | Movimiento Regional AYNI | Donato Eulogio Huamán       |                  | Movimiento Regional AYNI |
| Izcuchaca        | Julio de la Cruz Sulca      |                  | Movimiento Regional AGUA | Ciro Torres Rodríguez       |                  | Trabajando para Todos    |
| Laria            | Urbano Cuicapuza Huamancaja |                  | Trabajando para Todos    | Edgar Ccente Huarcaya       |                  | Movimiento Regional AYNI |
| Manta            | Raúl Surichaqui Soto        |                  | Movimiento Regional AYNI | Rubén Garay Yachi           |                  | Perú Libre               |
| Mariscal Cáceres | Jesús Sánchez Ramos         |                  | Trabajando para Todos    | Efraín Ramos Ataucusi       |                  | Movimiento Regional AGUA |
| Moya             | Roberto Salas Enríquez      |                  | Trabajando para Todos    | Rómulo Huaroc Prudencio     |                  | Trabajando para Todos    |
| Nuevo Occoro     | Alejandro Ccente Asto       |                  | Movimiento Regional AYNI | Edwin Asto Manrique         |                  | Movimiento Regional AYNI |
| Palca            | Edwin Rojas Felipe          |                  | Trabajando para Todos    | Roger de la Cruz Poma       |                  | Movimiento Regional AGUA |
| Pilchaca         | Isidoro Rojas Curiñaupa     |                  | Trabajando para Todos    | Paul Huanay Mantari         |                  | Trabajando para Todos    |
| Vilca            | Alfonso Araujo Mucha        |                  | Movimiento Regional AYNI | Edher Chancasanampa Pacheco |                  | Trabajando para Todos    |
| Yauli            | Silvestre Soto Olarte       |                  | Trabajando para Todos    | Percy Ichpas Vargas         |                  | Movimiento Regional AYNI |